# Phellopteron mrazi
Phellopteron mrazi là một loài ruồi trong họ Asilidae. Phellopteron mrazi được Hradský miêu tả năm 1968. Loài này phân bố ở vùng Tân nhiệt đới.